# Torre Solaria
La Torre Solaria è un edificio situato nel quartiere Centro Direzionale di Milano, realizzata nell'ambito del Progetto Porta Nuova. 
Con i suoi 143 metri è l'edificio residenziale più alto d'Italia e in generale uno dei grattacieli più elevati del Paese.
Si innalza all'incrocio tra via Melchiorre Gioia e viale della Liberazione, sopra la piazza Alvar Aalto, affiancandosi alla Torre Aria e alla Torre Solea.
Questo complesso di tre torri residenziali sorge sull'area una volta occupata dalla Stazione di Milano Porta Nuova.

## Edificio

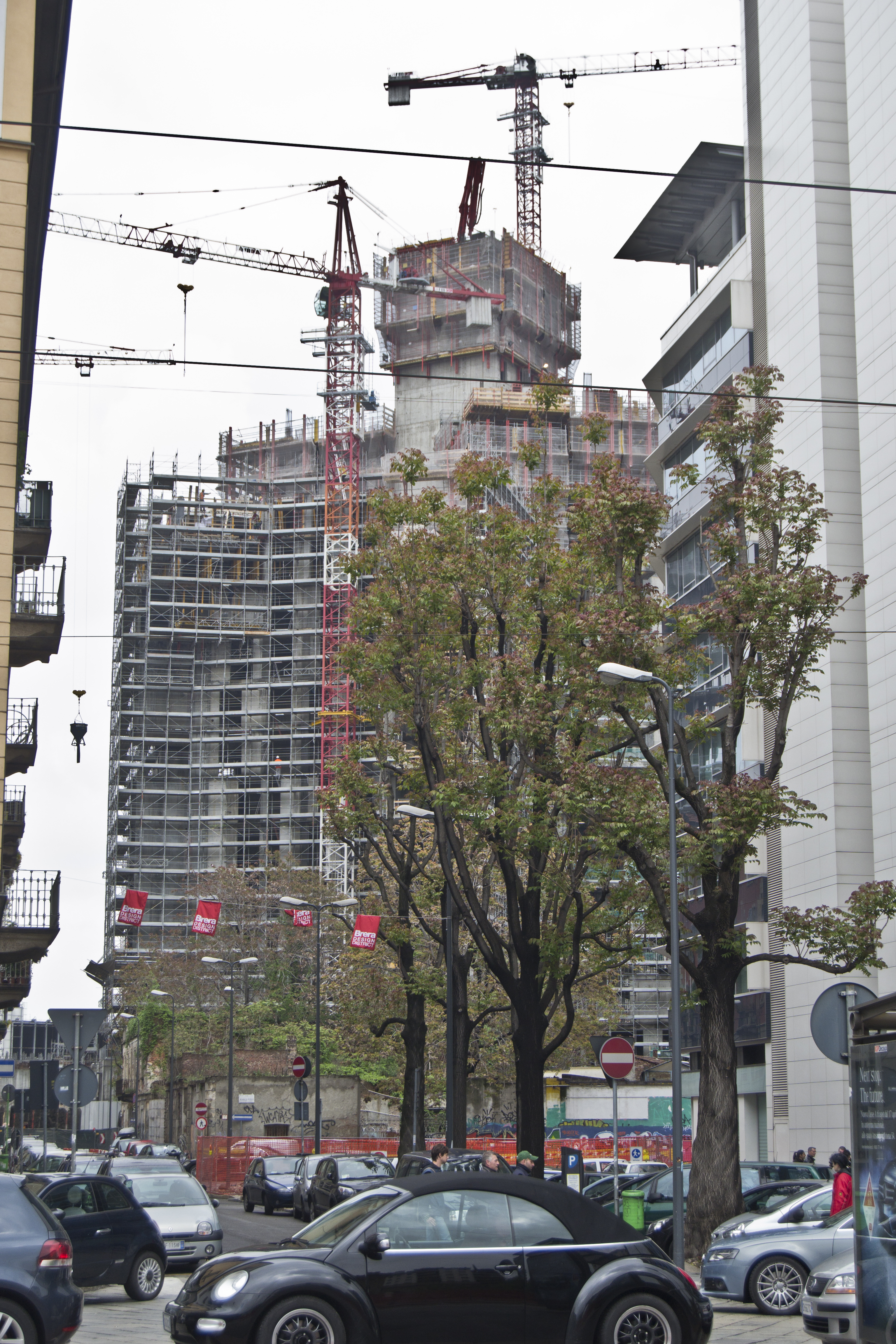
La Torre Solaria ad aprile 2012

L'ideazione della Torre Solaria è stata sviluppata dallo Studio Arquitectonica di Miami fondato dall'architetto peruviano Bernardo Fort-Brescia. Lo studio Dolce Vita Homes, insieme ai partner Antonio Citterio, Patricia Viel and Partners e COIMA Image, ha invece curato la realizzazione delle aree comuni e degli interni.
L'edificio è composto da tre ali ben distinte, ognuna con un'altezza differente, che convergono in un nucleo centrale da dove arriva la luce naturale.
La torre ospita 102 appartamenti tra cui anche duplex e triplex (appartamenti su due o tre piani). Ogni appartamento è studiato per avere la massima esposizione alla luce naturale, affacciandosi su ampie vetrate.
Le terrazze sono state progettate per essere una continuazione dell'interno e sono disposte in modo irregolare. Inoltre, i parapetti sono in vetro acidato con trasparenza progressiva.
Gli effetti del vento sono stati studiati in galleria, dopo aver riprodotto un modello in scala dell'edificio, in modo da verificare preliminarmente il comfort sulle terrazze e individuare la migliore conformazione dei parapetti tale da evitare turbolenze.
Gli ascensori sono stati progettati in modo da minimizzare i tempi di attesa e accogliere fino a 13 persone.
La Torre Solaria è dotata di un sistema pneumatico di raccolta dei rifiuti Envac.

## Costruzione
La costruzione della Torre Solaria è cominciata a gennaio 2010 con lo scavo per le fondazioni. Durante l'autunno e l'inverno 2010 sono stati completati i piani interrati.
A marzo 2011 la torre ha superato il livello della strada. A settembre 2011 il nucleo ha raggiunto il 9º piano e le tre ali sono diventate visibili dalla strada.
A luglio 2012 il nucleo in cemento ha raggiunto il 29º piano (su 34 sopra il podio) e le ali il 25°. Infine, il 22 ottobre 2012 la torre ha raggiunto la cima, diventando con i suoi 143 metri l'edificio residenziale più alto d'Italia.
Per la costruzione della torre sono stati utilizzati calcestruzzi ad altissima resistenza (Rck 85) con formula studiata ad hoc per mantenere l’omogeneità e la lavorabilità ad alta quota. I solai sono realizzati con un sistema di post-tensionamento che ha consentito di ridurre le sezioni e realizzare balconi in aggetto per circa 3 metri.

## Il complesso residenziale

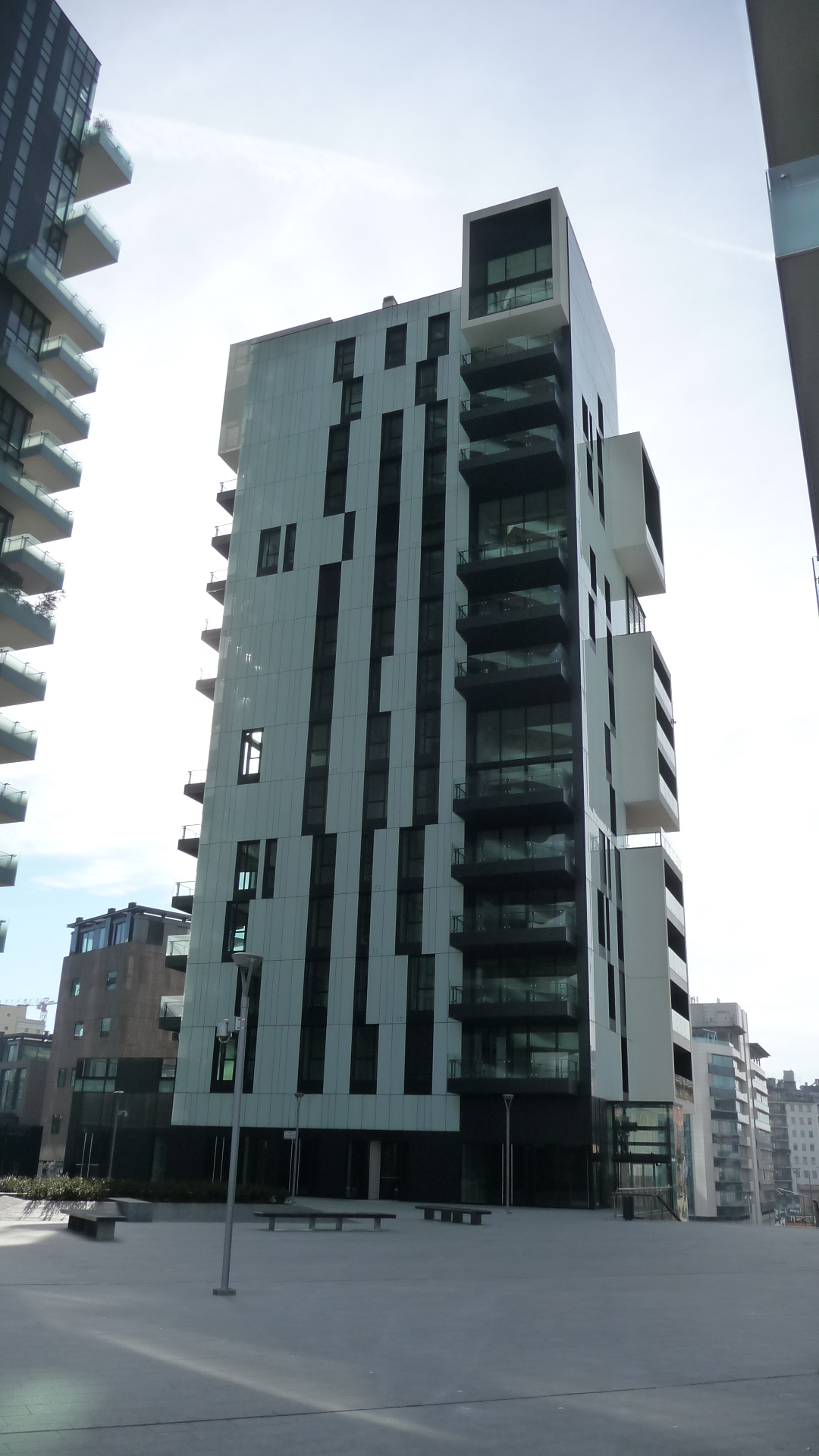
Torre Solea

Quest'opera architettonica è collocata in una zona centrale di Milano, affacciata su una vasta area pedonale, situata vicino a Piazza Alvar Aalto, intorno alla quale si ergono, oltre alla Torre Solaria, altri due palazzi residenziali del medesimo progettista aventi caratteristiche simili:
- Torre Aria: alta circa 80 metri per 17 piani, avente due ali distinte che convergono in un solo corpo centrale. È stata inaugurata nel maggio 2014[6].
- Torre Solea (identificata come Torre K nel primo masterplan)[7]: alta 69 metri[8] per 15 piani.

Lo studio Land ha curato la progettazione paesaggistico-ambientale.
Nel 2015 la proprietà è stata acquisita dal fondo sovrano del Qatar.

## Trasporti
- Repubblica e Garibaldi
- Gioia e Garibaldi
- Repubblica
- Garibaldi